# Astragalus denticulatus
Astragalus denticulatus är en ärtväxtart som beskrevs av Dieter Podlech. Astragalus denticulatus ingår i släktet vedlar, och familjen ärtväxter. Inga underarter finns listade i Catalogue of Life.